# Simone van der Vlugt

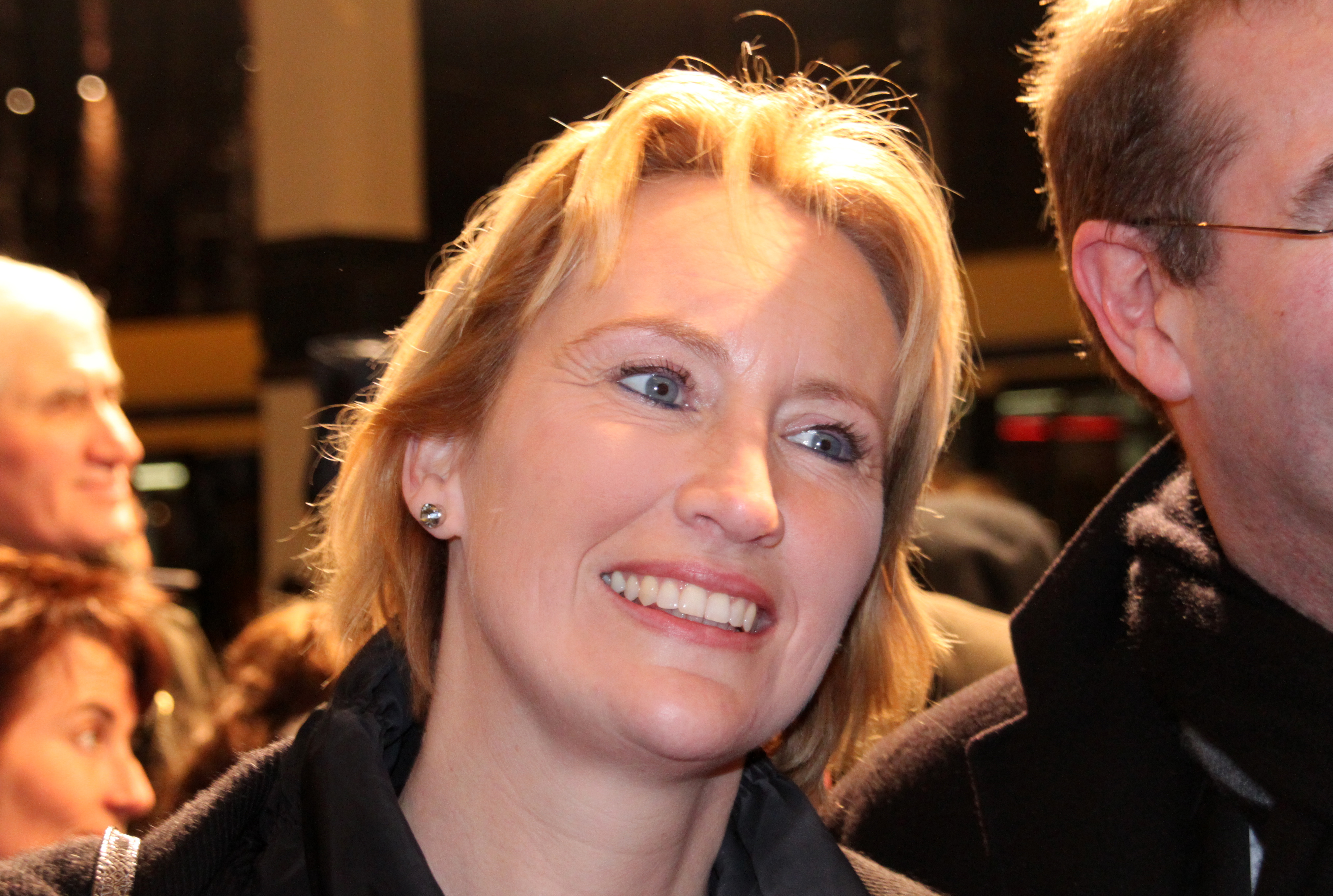
Simone van der Vlugt

Simone van der Vlugt (* 15. Dezember 1966 in Hoorn) ist eine niederländische Jugend- und Erwachsenenbuchautorin.

## Leben
Van der Vlugt schreibt historische Jugendromane auf Niederländisch, die aber auch international bekannt sind. Sie hat Niederlandistik und Romanistik studiert und arbeitete zunächst als Lehrerin. 1995 erschien dann ihr erstes Jugendbuch. Mittlerweile zählt sie zu den bedeutendsten niederländischen Autorinnen historischer Romane.
2004 legte sie mit De reünie ihren ersten psychologischen Spannungsroman vor, der 2009 unter dem deutschen Titel Klassentreffen erschien und mit dem sie nicht nur die niederländischen, sondern auch die deutschen Bestsellerlisten eroberte. Seitdem veröffentlichte sie sechs weitere Thriller.
Simone van der Vlugt lebt mit ihrem Mann und zwei Kindern in Alkmaar.

## Werke (Auswahl)
Für Kinder und Jugendliche
- Zwarte sneeuw. 2000.
  - Deutsch: Emma. Die Zeit des schwarzen Schnees. 2. Aufl. Bertelsmann Jugendbuchverlag, München 2004, ISBN 3-570-30241-5 (übersetzt von Eva Grambow)
- De amulet. 1995.
  - Deutsch: Nina und das Amulett aus den Flammen. Edition Omnibus, München 2002, ISBN 3-570-21041-3 (früher unter dem Titel Das Amulett aus den Flammen, übersetzt von Jeanne Oidman-van Beek und Peter Oidmann).
- Bloedgeld. 2002.
  - Deutsch: Amelie. Das Mädchen und der Pirat. Bertelsmann Taschenbuchverlag, München 2002, ISBN 3-570-30029-3 (früher unter dem Titel Pirat und Ehrenmann, übersetzt von Siegfried Mrotzek).
- De guillotine. 1999.
  - Deutsch: Sandrine. Eine Liebe in Zeiten der Revolution. Bertelsmann Jugendbuchverlag, München 2002, ISBN 3-570-30062-5 (früher unter dem Titel Paris 1789. Das zweite Leben der Baronnesse Sandrine, übersetzt von Siegfried Mrotzek)
- Schijndood. 2002.
  - Deutsch: Das Klapperhaus. Carlssen Verlag, Hamburg 2010, ISBN 978-3-551-37589-6 (übersetzt von Rolf Erdorf).
- De slavenring. 2003.
  - Deutsch: Chloë. Die Zerstörung von Pompeji. cbt-Verlag, München 2006, ISBN 3-570-30169-9 (übersetzt von Eva Grambow)

Für Erwachsene
- De reünie. 2005.
  - Deutsch: Klassentreffen. 2. Aufl. Heyne, München 2009, ISBN 978-3-453-72251-4 (übersetzt von Eva Schweikart).
- Schaduwzuster. 2006.
  - Deutsch: Schattenschwester. Psychothriller. Diana Verlag, München 2008, ISBN 978-3-453-35240-7 (übersetzt von Eva Schweikart)
- Het laatste offer. 2007.
  - Deutsch: Finsternis. Roman. Diana Verlag, München 2010, ISBN 978-3-453-35412-8 (übersetzt von Eva Schweikart)
- Blauw water. 2008.
  - Deutsch: Rettungslos. Roman. Weltbild Verlag, Augsburg 2010, ISBN 978-3-8289-9574-1 (übersetzt von Eva Schweikart)
- Herfstlied 2009.
  - Deutsch: Kalte Freundschaft. Thriller. 2. Aufl. Diana Verlag, München 2010, ISBN 978-3-453-29089-1 (übersetzt von Eva Schweikart)
- Op klaarlichte dag. 2009.
  - Deutsch: Am helllichten Tag. Thriller. Diana Verlag, München 2010, ISBN 978-3-453-29109-6 (übersetzt von Eva Schweikart)
- Lois Trilogie.

1. Aan niemand vertellen. 2012.
Deutsch: Was sie nicht weiß. Thriller. Diana Verlag, München 2013, ISBN 978-3-453-29151-5 (übersetzt von Eva Schweikart)
2. Morgen ben ik weer thuis. 2013.
Deutsch: Dir wird nichts geschehen. Thriller. Diana Verlag, München 2015, ISBN 978-3-453-35843-0 (übersetzt von Janie Malz)
3. Vraag niet waroom. 2014.
Deutsch: Tiefe Stiche. Thriller. Diana Verlag, München 2016, ISBN 978-3-453-35873-7 (übersetzt von Janine Malz)

- Nachtblauw. Ambo Anthos, Amsterdam 2014.
  - Deutsch: Nachtblau. Historischer Roman. HarperCollins, Hamburg 2017, ISBN 978-3-95967-106-4 (übersetzt von Eva Schweikart)
- Schilderslief. Ambo Anthos, Amsterdam 2019.
  - Deutsch: Rembrandts Geliebte. Historischer Roman. HarperCollins, Hamburg 2021, ISBN 978-3-95967-542-0 (übersetzt von Eva Schweikart)